# Moritz Leuenberger
Moritz Leuenberger (* 21 de setembre de 1946 a Biel/Bienne (Cantó de Berna) és un polític  suís, membre del Partit Socialista Suís i del Consell Federal de Suís. És originari de la comuna de Rohrbach. Va exercir com a advocat de 1972 a 1991 i va presidir l'associació suïssa d'arrendataris.

## Carrera política
Va ser membre del consell municipal de la ciutat de Zúric de 1974 a 1983, després elegit al Consell Nacional de Suïssa a 1979. El 1991, és elegit conseller d'estat del cantó de Zúric. Allà dirigeix el departament de l'interior i de justícia. Acumular dos mandats fins a 1995.
El 27 de setembre de 1995, és elegit al Consell Federal de Suïssa, on queda encarregat de la direcció del departament federal del medi ambient, transports, energia i comunicacions (DATEC) des del 1r de novembre de 1995.
Va ser president de la confederació a 2001 i 2006 i vicepresident en 2000, 2005 i 2010. Fou membre del Consell Federal per 15 anys. Va anunciar la seva renúncia el 9 de juli de 2010, perquè la nova elecció del seu successor empatara amb la del seu company Hans-Rudolf Merz.